# Bankreglering
Bankreglering är de särskilda krav, begränsningar och riktlinjer som statlig reglering påtvingar banker. Den primära orsaken till att det finns bankregler är att begränsa risken för förlust till insättarna, och att upprätthålla allmänhetens förtroende för banker.

## Syftet med bankreglering
1. Minska risknivån bankens borgenärer utsätts för.
2. Minska risken av störningar på grund av ogynnsamma handelsvillkor
3. Undvika missbruk av bankerna – för att minska risken att banker används för brottsliga ändamål, till exempel pengatvättning
4. För att skydda banksystemets sekretess
5. Kreditfördelning – att föra direkt kreditkostnad till gynnade områden